# Route magistrale 36 (Serbie)
Pour les articles homonymes, voir M36 et Route 36.
La Route Magistrale 36 (en serbe : Државни пут ІВ реда број 36, Državni put IB reda broj 36 ; Магистрала број 36, Magistrala broj 36) est une route nationale de Serbie qui débute près de l'échangeur  Paraćin de l'autoroute A1 passant par les villes serbes de Paraćin, Boljevac et Zaječar pour arriver jusqu’à la Frontière serbo-bulgare.
Cette route nationale fait également partie de la route européenne 761 entre les villes de Paraćin et Zaječar.
À ce jour, elle ne comporte aucune section autoroutière (Voie Rapide en 2 x 2 voies).

## Route Européenne
La Route Magistrale 36 est aussi :
| Numéro | Tracé                                   |
| ------ | --------------------------------------- |
| E761   | Entre les villes de Paraćin et Zaječar. |

## Galerie d'images

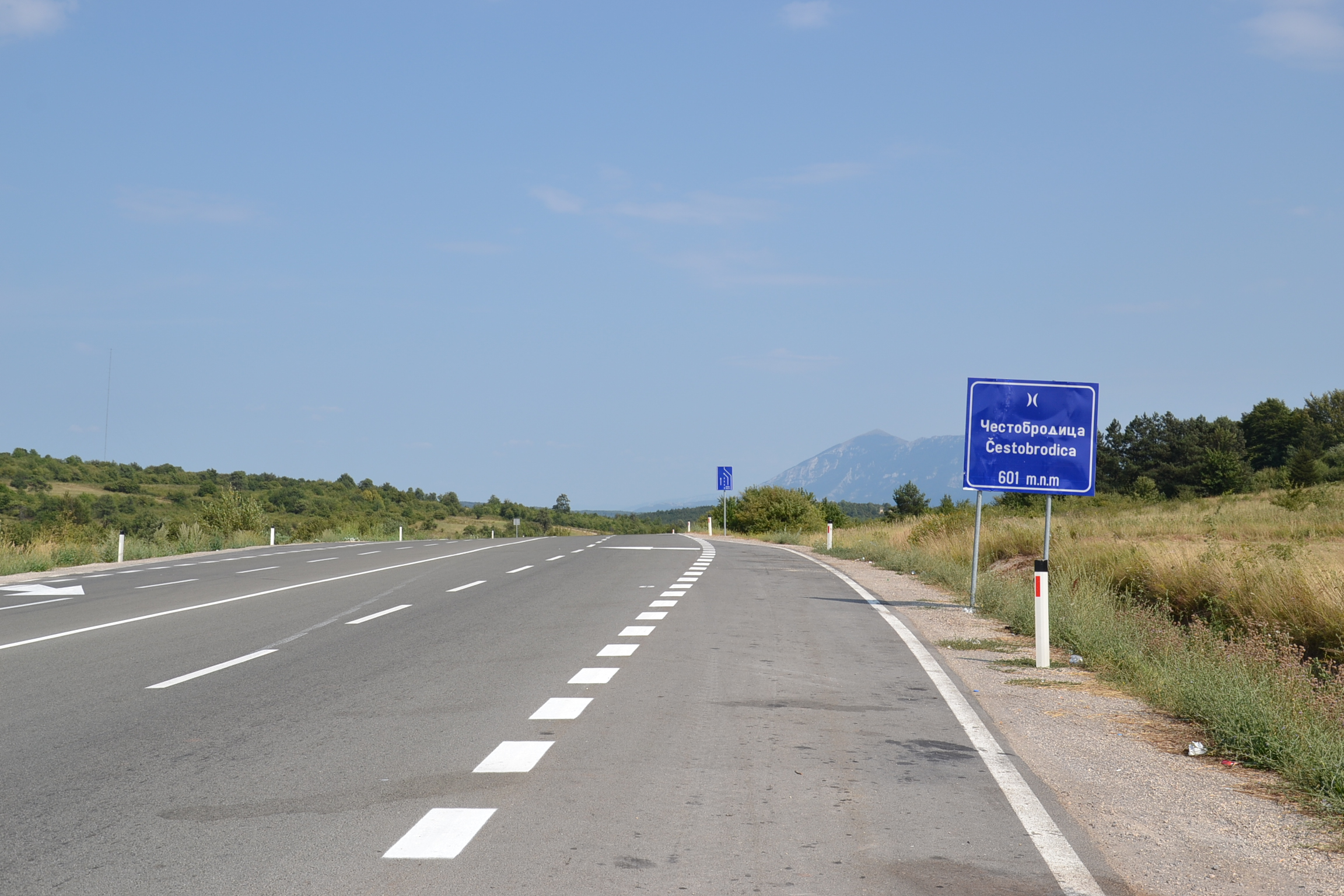
La Route Magistrale 36 près de Izvor.